# Jakov Lind

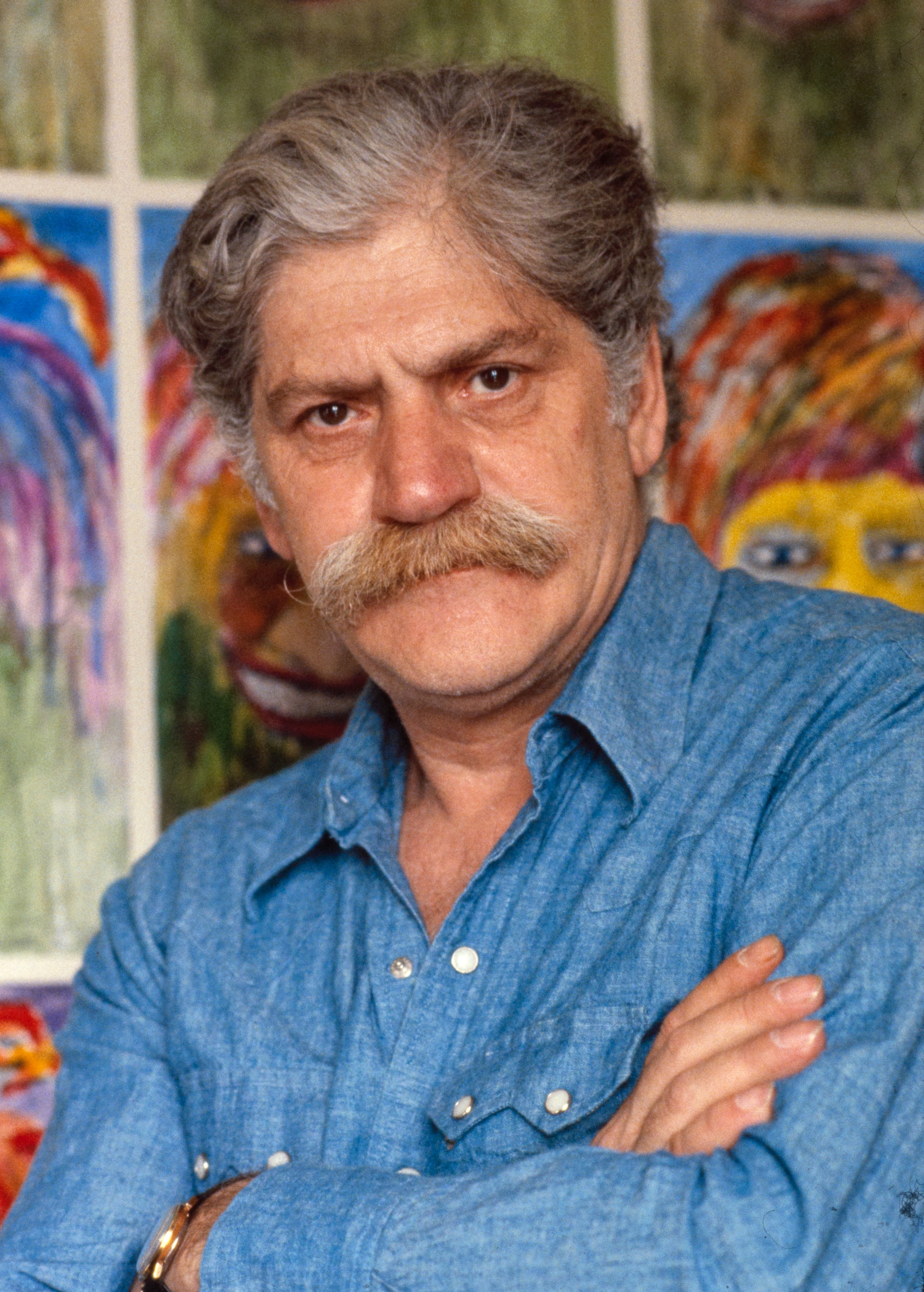
Jakov Lind, 1983

Jakov Lind (* 10. Februar 1927 in Wien als Heinz Landwirth; † 17. Februar 2007 in London) war ein österreichisch-englischer Schriftsteller, Hörspielautor, Filmregisseur und Maler.

## Leben
Als Sohn ostjüdischer Eltern wuchs Jakov Lind in Wien auf, wo er auch die erste Schulzeit verbrachte. Als 1938 seine Eltern nach Palästina emigrierten, wurde er mit einem Kindertransport in die Niederlande evakuiert. Er lebte anschließend dort und im nationalsozialistischen Deutschland im Untergrund. In den letzten Kriegsjahren, 1943 bis 1945, arbeitete er als Schiffsjunge unter dem Namen Jan Gerrit Overbeek auf einem Rheinschlepper und kurz vor Kriegsende als Kurier für eine Dienststelle des Reichsluftfahrtministeriums.
Nach Kriegsende 1945 emigrierte Jakov Lind ebenfalls nach Palästina und schlug sich dort unter anderem als Gelegenheitsarbeiter (Fischer, Bauarbeiter, Orangenverkäufer), Fotograf, Detektiv, Journalist, Übersetzer und Regieassistent durch. 1950 kehrte Lind über Amsterdam nach Wien zurück und studierte zwei Jahre lang am Max-Reinhardt-Seminar. 1954 übersiedelte er nach London und lebte seither dort, zeitweise auch in New York und im Künstlerort Deià auf Mallorca.
Immer wieder unternahm Lind große Reisen nach Israel, durch Skandinavien, Frankreich und Italien und nahm Gastprofessuren für Creative Writing an amerikanischen Universitäten an. 1962 las er zum ersten Mal während einer Tagung der Gruppe 47 und wurde auch später noch einige Male dorthin eingeladen. Seit Beginn der siebziger Jahre widmete er sich intensiv der Aquarellmalerei und hatte zahlreiche Ausstellungen und Lehraufträge.

## Werk
Schon in Israel begann Jakov Lind erste autobiografische Kurzgeschichten und Erzählungen zu schreiben und zu veröffentlichen. Seine erste Buchveröffentlichung im deutschsprachigen Raum war 1962 der Erzählungsband Eine Seele aus Holz. In sieben Erzählungen verarbeitet Lind darin unter anderem seine Erlebnisse der Emigrationszeit. Das Werk wurde zumeist positiv rezensiert.
Mit seiner zweiten großen Veröffentlichung 1963, dem Roman Landschaft in Beton erreichte Lind zwar durchaus wieder die intellektuelle Öffentlichkeit, die öffentliche Anerkennung hielt sich jedoch in Grenzen, die meisten Rezensenten lehnten den Roman ab. Auch seine Hörspiele Anna Laub, Das Sterben der Silberfüchse, Hunger und Angst, das Stück Die Heiden und der folgende Roman Eine bessere Welt wurden im deutschsprachigen Raum nur selten verstanden. Die Übersetzungen und Aufführungen dieser Werke in den USA jedoch erfuhren ein starkes, positives Echo. Eine bessere Welt wurde als Theaterstück-Version Ergo (1968 in New York) ein Erfolg.
In seinem Text Muttersprache deutete Lind bereits indirekt seine künftige Praxis an, nur noch in englischer Sprache zu schreiben. So erschien sein nächstes Buch Counting my Steps, der erste Teil seiner Autobiografie, 1969 in englischer Sprache, ein Jahr später erst in autorisierter deutscher Übersetzung unter dem Titel Selbstporträt. Er begründete diese Vorgehensweise mit notwendiger Distanz zum Thema.: „Auf deutsch konnte ich das Buch nicht schreiben, ich brauchte die Distanz zum Thema.“ Kritisch erzählt er sein Leben, die Jahre bis hin zum Aufenthalt im jungen Staat Israel. Marcel Reich-Ranicki betonte in seiner Rezension Linds „Kunst, ...unkommentiert mitgeteilte (nicht etwa geschilderte) Fakten und Vorgänge sprechen zu lassen. Sie symbolisieren nichts und signalisieren sehr viel, und oft ergeben sich aus ihnen, wie von selbst, Situationsbilder und Szenen, die jene Epoche erkennbar machen“. Reich-Ranicki schrieb weiter: „Das ‚Selbstporträt’ schont niemanden – weder den Autor noch den Leser, weder die Juden noch die Deutschen. Es ist hier und da von einem Stich ins Vulgäre und Oberflächliche nicht frei, aber es ist so aufschlußreich wie aufrichtig. Und es ist nie langweilig.“ Das Buch wurde auch im deutschsprachigen Raum ein Erfolg.
In seiner Reportage-Erzählung Israel – Rückkehr für 28 Tage stellte er seine zwiespältigen Empfindungen während und nach einer erneuten Reise nach Israel dar. Er vergleicht kritisch mit seinen ersten Erfahrungen dort und setzt sich erneut mit den traumatischen Erlebnissen seines bisherigen Lebens auseinander.
Mit der Fortsetzung seiner Autobiografie Nahaufnahme (das englische Numbers erschien bereits 1972) knüpfte Jakov Lind 1973 chronologisch an den ersten Band an. Er beschreibt, wie er als Student am Max-Reinhardt-Seminar in Wien arbeitet.
Mit den 1973 erschienenen Erzählungen Der Ofen erreichte Lind nicht die Aufmerksamkeit wie bei den beiden Bänden seiner Autobiografie. In der darauf folgenden Zeit beschäftigte er sich intensiv mit Graphik und Malerei. Erst nach längerer schriftstellerischer Schaffenspause veröffentlichte er 1982 seine Hommage auf Jonathan Swift Travels to the Enu, die deutsche Ausgabe Reisen zu den Enu wurde von der Kritik wieder deutlich und durchaus positiv wahrgenommen. Das nächste fiktionale Werk (zunächst englisch 1987 The Inventor) Der Erfinder erfuhr nur zurückhaltende Aufmerksamkeit im deutschsprachigen Raum.
1991 veröffentlichte Lind den dritten Teil seiner Autobiografie Crossing – The Discovery of two Islands, der auf Deutsch erst anlässlich seines 70. Geburtstags 1997 unter dem Titel Im Gegenwind erschien und dem Neuauflagen einiger seiner wichtigsten Werke folgten.
Für sein Werk erhielt Jakov Lind einige Auszeichnungen, u. a. 1983 den Literaturpreis der Girozentrale Wien, 1997 die Ehrenmedaille der Bundeshauptstadt Wien in Gold und 2007 den Theodor-Kramer-Preis.

## Veröffentlichungen in deutscher Sprache

### Prosa
- Das Tagebuch des Hanan Edgar Malinek, in Fortsetzungen abgedruckt in: Ashmoret 1949
- Eine Seele aus Holz, Erzählungen, Hermann Luchterhand Verlag, Neuwied und Berlin-Spandau 1962 (Neuausgabe Hanser Verlag, München 1984, ISBN 3-446-14147-2)
- Landschaft in Beton, Roman, Hermann Luchterhand Verlag, Neuwied und Berlin-Spandau 1963, Schutzumschlag von Heinz Edelmann (Neuausgabe Zsolnay Verlag, Wien 1997, ISBN 3-552-04833-2)
- Eine bessere Welt. In fünfzehn Kapiteln, Roman, Verlag Klaus Wagenbach, Berlin 1966
- Muttersprache. In: Michael Krüger und Klaus Wagenbach (Hrsg.): Tintenfisch 3 – Jahrbuch für Literatur, Verlag Klaus Wagenbach, Berlin 1970, S. 18
- Selbstporträt, autorisierte Übersetzung aus dem Englischen von Günther Danehl, S. Fischer Verlag, Frankfurt am Main 1970 (Neuausgabe Picus Verlag, Wien 1997, ISBN 3-85452-404-8)
- Israel. Rückkehr für 28 Tage, gemeinsame Übersetzung aus dem Englischen mit dem Autor von E. Tranger, S. Fischer Verlag, Frankfurt am Main 1972
- Nahaufnahme, gemeinsame Übersetzung aus dem Englischen mit dem Autor von Günther Danehl, S. Fischer Verlag, Frankfurt am Main 1973 (Neuausgabe Picus Verlag, Wien 1997, ISBN 3-85452-409-9)
- Der Ofen. Eine Erzählung und sieben Legenden, gemeinsame Übersetzung aus dem Englischen mit dem Autor von Wolfgang A. Teuschl, Residenz Verlag, Salzburg 1973
- Reisen zu den Enu. Die Geschichte eines Schiffbruchs, aus dem Englischen von Jakov Lind und Klaus Hoffer, Medusa Verlag, Wien und Berlin 1983, ISBN 3-85446-085-6
- Der Erfinder. Ein Roman in Briefen, vom Autor überarbeitete Übersetzung aus dem Englischen von Jörg Trobitius, Hanser Verlag, München und Wien 1988 (TB 1997, ISBN 3-423-12396-6)
- Im Gegenwind, aus dem Englischen von Jacqueline Csuss und Jakov Lind, Picus Verlag, Wien 1997, ISBN 3-85452-410-2

### Hörspiele
- Anna Laub, SDR und NDR 1964
- Das Sterben der Silberfüchse, NDR 1965; publiziert in: Die Heiden – Das Sterben der Silberfüchse, Hermann Luchterhand Verlag, Neuwied und Berlin 1965
- Hunger, HR, BR, SWF 1967; Angst, BR, SWF 1968; beide publiziert in: Angst und Hunger – Zwei Hörspiele, Verlag Klaus Wagenbach, Berlin 1968
- Stimmen, BR 1970
- Safe, HR 1974
- Die Nachricht, ORF-Burgenland 1975
- Auferstehung, SFB 1985
- Der Erfinder, SDR/NDR 1990
- Perfekte Partner, ORF 1997

### Theaterstücke
- Die Heiden Uraufführung 1964 in Braunschweig in der Übersetzung von Erich Fried, Druckfassung zusammen mit dem Hörspiel Das Sterben der Silberfüchse (s. o.)
- Ergo 1997 (engl. 1968)

### Filme
- Die Öse, 1964
- Thema und Variationen, 1977

## Ehrungen
In Wien wurde 2009 auf dem ehemaligen Nordbahnhofgelände in der Leopoldstadt im Zuge der Bebauung eines neuen Stadtviertels eine Straße nach Jakov Lind benannt.